# 西澤晃彦
西澤 晃彦（にしざわ あきひこ、1963年 - ）は、日本の社会学者、神戸大学教授。都市社会学、階級・階層構造論。
京都府生まれ。1989年東京都立大学 (1949-2011)大学院社会科学研究科博士課程中退。東洋大学社会学部助教授、教授、2014年神戸大学国際文化学部教授。

## 著書
- 『隠蔽された外部 都市下層のエスノグラフィー』彩流社 1995
- 『貧者の領域 誰が排除されているのか』河出ブックス 2010
- 『貧困と社会』放送大学教育振興会 2015
- 『人間にとって貧困とは何か』放送大学教育振興会 2019

### 共著
- 『都市の社会学 社会がかたちをあらわすとき』町村敬志共著 有斐閣アルマ 2000
- 『テキスト社会調査』小林修一,久保田滋,西野理子共編著 梓出版社 2005
- 『講座・福祉社会 貧困と社会的排除 福祉社会を蝕むもの』岩田正美共編著 ミネルヴァ書房 2005
- 『社会学をつかむ』渋谷望共著 有斐閣 2008
- 『労働再審』全5巻 本田由紀,五十嵐泰正,藤原千沙,山田和代,仁平典宏,山下順子,山森亮共編 大月書店 2010‐11

## 論文
- <西澤晃彦